# 권일송
권일송(權逸松, 1933년 10월 19일 ~ 1995년 11월 22일)은 대한민국의 시인이다.
전라북도 순창군에서 출생하였으며, 전남대학교 공대를 졸업하였고 《한국경제신문》 논설위원을 역임하였다. 1957년 《한국일보》 신춘문예에 〈불면의 흉장〉이, 《동아일보》 신춘문예에 〈강변 이야기〉가 당선되면서 등단하였다. 시집으로 《이 땅은 나를 술 마시게 한다》,《도시의 화전민》,《바다의 여자》,《바다 위의 탱고》 등이 있다. 1983년 소청문학상과 1985년 현대시인상을 수상했다.